# Pierre-Henry Gauttier du Parc
Pierre-Henry Gauttier du Parc, né à Saint-Malo le 16 août 1772 et décédé le 13 décembre 1850, est un officier de marine et hydrographe français des XVIIIe et XIXe siècles. Il termine sa carrière avec le grade de contre-amiral.

## Biographie

### Famille
Pierre-Henry Gauttier du Parc est le fils de l'armateur Pierre-Henri Gauttier et de sa femme Perrine Loyson de la Rondinière, fille de Mathieu Loyson de La Rondinière (1710-1773). Il est le parent d'Édouard Gauttier d'Arc.
Il épouse Marie Gauttier, de cette union naissent un garçon et deux filles :
- Charles ;
- Marthe ;
- Adélaïde, marié à Henri Louis Hercouët, lieutenant de vaisseau et capitaine du port de Saint-Malo.

Demeurant en France dans sa Malouinière du Puits Sauvage, édifiée en 1729.

### La Vénus de Milo
Pierre-Henry Gauttier du Parc est déjà parti le 4 mars 1815, en tant que capitaine de frégate au commandement de la gabare Marsouin, pour une mission de reconnaissance hydrographique des côtes de la mer Méditerranée. 
Le 16 avril 1820, commandant La Chevrette, avec pour enseigne de vaisseau Jules Dumont d'Urville, il mouille en rade de Milos. Ils apprennent qu'un paysan de l'île a découvert une statue magnifique. Ils alertent alors l'ambassadeur, le marquis de Rivière, afin d'acheter la statue, ce qu'il fait, pour le roi Louis XVIII qui l'offre au musée du Louvre.

## Décorations
- Chevalier de la Légion d'honneur (1er août 1814) ;
- Chevalier de Saint-Louis (1er août 1816)